# سرود کریسمس (فیلم ۱۹۳۸)
سرود کریسمس (انگلیسی: A Christmas Carol) فیلمی در ژانر درام به کارگردانی ادوین ال مارین است که در سال ۱۹۳۸ منتشر شد. از بازیگران آن می‌توان به رجینالد اوئن و جین لوکارت اشاره کرد.